# Comité Audin
Le comité Audin est un organisme sans but lucratif français.

## Histoire
Né pendant la « bataille d’Alger » (1957), ce comité devient l’un des principaux acteurs de la lutte anticoloniale en métropole. À partir du cas de la disparition de Maurice Audin, ses membres, principalement des universitaires, étendent leur dénonciation à l’ensemble des actes de torture et de violence de guerre commis par l’armée française en Algérie. Organisation militante originale, le comité doit sa pérennité à une solide insertion dans les réseaux anticolonialistes de l’Université, de la presse et de l’édition.
En 1957, plusieurs personnes sont à l'origine du premier comité Audin : un professeur d'anglais du prytanée militaire de La Flèche, Jacques-Fernand Cahen, lui aussi entré en contact avec Mme Audin, a l'idée de créer un « comité pour la recherche de Maurice Audin » ; deux assistants, Michel Crouzet et Luc Montagnier lancent une pétition nationale. Le comité est créé en novembre 1957 chez le professeur Benjamin Weill-Hallé. Il a pour président le mathématicien Albert Châtelet, à qui succède Laurent Schwartz également mathématicien, et pour vice-présidents l'historien Henri-Irénée Marrou et le géographe (membre du PCF) Jean Dresch. Le comité, qui inclut aussi Jacques Panijel, Madeleine Rebérioux, etc., se réunit par la suite régulièrement jusqu'en 1962.
Sa première manifestation d'existence est une conférence de presse le 26 novembre 1957, en présence de Louis Gernet, de l'historien Jean-Pierre Vernant, de Josette Audin et de Jules Borker.
Un second comité Audin est créé en janvier 1958 à Caen, où l'historien Pierre Vidal-Naquet est assistant à la faculté des lettres. Ce second comité inclut notamment Jacques et Mona Ozouf, Jean-Claude et Michelle Perrot, alors professeurs de lycée.
Le comité Audin est en liaison avec les publications semi-clandestines Témoignages et documents, puis Vérité-Liberté, qui publient les textes (articles, ouvrages) ayant fait l'objet d'une saisie, phénomène assez fréquent jusqu'à la fin de la guerre. 
En 1960, il engage un procès en diffamation contre un journaliste de La Voix du Nord (ce procès aura une issue favorable au Comité, mais quelques années après la fin de la guerre).
En juin 1961, le comité publie à Lyon un tract de solidarité avec Michel Halliez. Celui-ci, réserviste ayant accompli une partie de son service militaire en Algérie, a renvoyé ses papiers militaires pour protester contre la Légion d'honneur et la promotion du lieutenant Charbonnier, désigné comme tortionnaire et assassin. Michel Halliez est défendu par Robert Badinter. Une première peine, est aggravée en appel à six mois de prison avec sursis et 60 000 francs d'amende. Ayant refusé de reprendre ses pièces militaires quelques mois plus tard, Michel Halliez est à nouveau condamné à six mois de prison avec sursis,.
En 1962, le comité publie La Raison d'État, recueil de textes officiels mais ne devant pas être connus du public, sur le système répressif en Algérie de 1955 à 1962.
Le Comité est dissous en 1963.

## Archives
- Inventaire du fonds d'archives du Comité Maurice-Audin conservé à La Contemporaine.